# 감목관 황경 영세불망비
감목관 황경 영세불망비(監牧官 黃褧 永世不忘碑)는 울산광역시 동구 서부동 676-1에 있다. 2018년 1월 30일 울산 동구의 향토문화재 제9호로 지정되었다.